# واکنش لوکارت
واکنش لوکارت (انگلیسی: Leuckart reaction) یک واکنش در شیمی آلی است که طی آن یک آلدهید یا کتون به وسیله یک فرایند آمین‌دار کردن کاهشی (Reductive amination) به یک آمین تبدیل می‌شود. این واکنش در دماهای بالا و در حدود ۱۲۰ تا ۱۳۰ درجهٔ سانتی گراد صورت می‌گیرد. واکنش لوکارت معمولاً در حضور آمونیوم فرمات یا فرم‌آمید انجام می‌پذیرد. واکنش عمومی یک کتون در حضور آمونیوم فرمات در معادله شیمیایی زیر نشان داده شده‌ است:
این واکنش به افتخار کاشف آن رودولف لوکارت شیمیدان آلمانی نام‌گذاری شده‌ است.

## سازوکار واکنش
سازوکار واکنش در حضور آمونیوم فرمات:
سازوکارواکنش در حضور فرم‌آمید: